# Черкола
Черкола (итал. Cercola) — город в Италии, располагается в Метрополии города Неаполь, в области Кампания.
Население составляет 17 909 человека (на 2018), плотность населения составляет 4233,81 чел./км². Занимает площадь 4,23 км². Почтовый индекс — 80040. Телефонный код — 081.
Покровителем коммуны почитается святой Ианнуарий. Праздник ежегодно празднуется 19 сентября.

## Известные жители и уроженцы
- Доменико Кришито — защитник футбольной сборной Италии и генуэзского Дженоа.
- Витторио Меццоджорно — итальянский актёр.
- Тони Черкола — итальянский музыкант.